# Леви Аккерман
Леви Аккерман (яп. リヴァイ・アッカーマン) — персонаж манги «Атака на титанов» автора Хадзиме Исаямы. Командир отряда специальных операций Разведывательного корпуса, также известного как отряд Леви. Это подразделение состоит из четырёх солдат с выдающимися качествами, отобранных самим Леви. Отряд был приставлен к Эрену Йегеру как телохранители, и в то же время они должны были бы его одолеть в случае, если бы тот впал в неконтролируемую ярость.
Леви Аккерман — персонаж второго плана, тем не менее его история раскрывается в диалогах с его бывшим опекуном Кенни и в спин-оффе «Атака титанов: Выбор без сожалений». В аниме-адаптации «Атаки на титанов» Леви озвучил на японском языке Хироси Камия, на английском — Мэттью Мерсер.
Удачность и популярность характера Леви подтверждается опросами общественного мнения и различными наградами. Критики особо отмечают его линию взаимоотношений с Кенни, также они в целом положительно оценивают и раскрытие его образа в спин-оффе.

## История создания
Хадзиме Исаяма, автор манги «Атака на титанов», создал персонажа Леви на основе характера Роршаха, героя комикса «Выбор без сожалений». Леви получил своё имя от ребёнка, замеченного Исаямой при просмотре документального фильма «Лагерь Иисуса». Исаяма, говоря о том, что он придал Леви сходство с Роршахом, отмечал, что привил своему персонажу одержимость чистотой, чтобы противопоставить его нечистоплотности Роршаха. Леви, как и Микаса с Кенни, принадлежит к роду Аккерманов. Однако, это не объясняет, по словам Исаямы, их стремление всё время защищать своих соратников, которое является «просто их природой». Перед тем, как Хикару Суруга начала работу над мангой «Атака титанов: Выбор без сожалений», её главный редактор предложил ей посетить Токийский противопаводковый коллектор, чтобы она могла лучше представить себе подземный мир, где жил Леви и другие персонажи её повествования. Изображая его, она старалась сделать его моложе, чем в «Атаки на титанов». Суруга испытывала трудности с приданием выражения лица героя, чертой которого является отсутствие эмоциальности.

### Актёры
Леви в аниме озвучил Хироси Камия, а в его английском дубляже — Мэттью Мерсер. Камия охарактеризовал своего персонажа как «стойкого и хладнокровного», гермафоба и «сильнейшего солдата человечества», что сделало Леви популярным ещё до выхода аниме. Когда ему дали роль Леви, актёр столкнулся с трудностями, так как несмотря на популярность персонажа, никто из съёмочной бригады не знал о его предыстории, из-за чего Камии было сложно найти подход к отображению своему героя. Посоветовавшись с режиссёром Тэцуро Араки и композитором Масафуми Мимой, Камия убедился в том, что Леви не такой уж сверхчеловек, каким он его себе представлял. В итоге актёр внимательно изучил сцены действия и выражения лиц Леви в аниме, чтобы правильно отобразить его эмоции при озвучивании. В третьем сезоне аниме, где в повествование был введён Кенни, опекун Леви, для Камии стала лучше понятна личность Леви. Камия подружился с актёром Ямадзи Кадзухиро, озвучивавшим Кенни, что помогло ему вникнуть в суть их непростых взаимоотношений, которые вынудили их сражаться друг против друга. По мнению Камии, персонаж Леви обрёл большую популярность благодаря сюжету третьего сезона «Атаки на титанов».
Мэттью Мерсер был фанатом «Атаки на титанов» ещё до того, как получил роль в английском дубляже аниме. Он называл Леви своим любимым персонажем, особенно из-за его моральной неоднозначности. По словам актёра, хотя Леви и известен как сильнейший боец в сражении человечества с титанами, он часто вынужден принимать тяжёлые решения, чтобы выжить. Мерсер заявил, что для него былы «безмерным счастьем радостью возможность исполнить роль этого чрезвычайно сложного, мрачного, напряжённого и в то же время своего рода героического персонажа».

## В сюжете

### «Атака на титанов»
Леви прославился как наиболее сильный солдат человечества и командир элитного подразделения разведывательного корпуса. Ханджи Зое отмечала, что он «немного помешан на чистоте». В третьем сезоне в сюжете появляется Кенни — дядя Леви по материнской линии, взявший его на воспитание после смерти его матери Кушель. Впоследствии Леви получил тяжёлую травму в результате взрыва, устроенного Зиком Йегером (братом Эрена Йегера). Он был на грани жизни и смерти, когда его обнаружила Ханджи Зое, которая и спасла его. Леви поправился и присоединился к остальным в битве против Эрена, сумев убить Зика, таким образом выполнив свое обещание Эрвину убить Звероподобного титана.

### «Атака титанов: Выбор без сожалений»
Леви входил в воровскую банду вместе со своим напарником Ферланом Чёрчем, которые использовали УПМ для совершения различных ограблений, помогая друг другу. Однажды они встретили девушку по имени Изабель Магнолия, за которой гнались из-за того, что она пыталась выпустить раненую птицу на поверхность, и решают принять её в свою банду. По прошествии некоторого времени таинственный человек с поверхности фактически использует заложника, чтобы поручить Леви, Ферлану и Изабель дело, за которое они получили бы право жить на поверхности. Все трое взялись за эту работу. Сумев уйти от военной полиции, они были арестованы членами Разведывательного корпуса во главе с Эрвином, который предложил освободить Леви и его друзей от ответственности за их преступления в обмен на вступление в Разведывательный корпус.
Леви, Ферлан и Изабель начали свою жизнь в Разведывательном корпусе под присмотром Флагена, который был не в восторге от того, что к ним присоединились преступники. Те же всё время не забывали о задании таинственного человека убить Эрвина и украсть один из его документов. Не сумев найти документ в кабинете Эрвина, сообщники придумали план по устройству засады на Эрвина во время экспедиции. Леви изначально планировал устроить её в одиночку, но Ферлан и Изабель убедили его взять их тоже. В день экспедиции Разведывательный корпус столкнулся с группой титанов, которых группе Леви удалось уничтожить, но Эрвин отчитал их за напрасную трату топлива. Чуть позднее Леви решил воспользоваться проливным дождем, чтобы подобраться к Эрвину, но при возвращении он обнаружил, что титаны устроили засаду и убили остальных членов его отряда, включая Ферлана и Изабель. Шокированный этим, Леви проявляет всю свою ярость, убивая последнего оставшегося в живых титана. Узнав, что всё это время у Эрвина был поддельный документ и его миссия была бессмысленной, Леви, наученный не испытывать сожалений, решил продолжать следовать за Эрвином в качестве члена Разведывательного корпуса.

### В других произведениях
В произведении Дзина Хаганэя «Ярко горящие в лесах ночи» Эрен и Леви являются главными героями. Персонаж Леви также присутствует в мобильной игре Granblue Fantasy. Предстать в его образе можно в игре Fortnite (Battle Royale).. Костюм Леви также появился в качестве скинов, которые можно было приобрести в течение ограниченного времени для Джейка Парка в Dead by Daylight и Дэниела Яцу в Call of Duty: Vanguard. В январе 2024 года Леви, вместе с Эреном и Микасой, появился в эпической коллаборации Mobile Legends: Bang Bang и аниме, где Леви предстаёт как скин для Мартиса.

## Критика и популярность

### Популярность
На 3-й премии Newtype Anime Awards Леви стал пятым среди лучших мужских персонажей, а Хироси Камия занял 2-е место в номинации «Лучший актёр озвучивания». На премии Animedia Character Awards Леви занял третье место в номинации «Самый ценный игрок». На 36-й премии Anime Grand Prix Леви победил в номинации «Лучший мужской персонаж». На 3-й BTVA Anime Dub Awards Мэттью Мерсер был номинирован за озвучивание Леви. На 7-й Newtype Anime Awards Леви занял пятое место в номинации «Лучший мужской персонаж».
В опросе фанатов под названием «Десятилетие аниме», проведённом Funimation, Леви попал в пятёрку победителей в категории «Лучшие парни десятилетия». На 4-й премии Crunchyroll Anime Awards в номинации попал эпизод с его боем против Звероподобного титана.

### Критика
В обзоре на первый сезон «Атаки на титанов» на Complex.com отмечается, что Леви сыграл роль «надежды», поскольку он легко расправляется с титанами в одиночку, главный же герой Эрен съедается ими. Леви сравнивается с Дэрилом Диксоном, героем «Ходячих мертвецов». Встреча Леви с Кенни получила положительные отзывы за хореографию боя и описание прошлого Леви. На Anime News Network была отмечена озвучка Мерсера, сумевшего сделать персонажа Леви привлекательным для аудитории. Трагическая природа отношений Леви и Кенни получила высокую оценку за то, как они развивались, а также за завершение их конфликта в третьем сезоне сериала. После окончания третьего сезона, на Den of Geek с нетерпением ожидали, что будет делать Леви в финальной стадии сюжетной линии — сможет ли он убить Эрена, перешедшего теперь в разряд антигероя. На Comic Book Resources высоко оценили сцены боёв Леви, составив список из десяти лучших его битв. Сражение с Зиком заняло в нём первое место.
Комментируя первый том спин-оффа «Атака титанов: Выбор без сожалений» для The Fandom Post, Кейт О’Нил отметила статус Леви как любимого персонажа фанатов, написав: «Я часто задаюсь вопросом о том, насколько история в этих спин-оффах основывается на замысле автора или она стала реакцией сценариста спин-оффа на ожидания фанатов». На Anime News Network отметили, что спин-офф стоит посмотреть, если зрители являются поклонниками Леви. Предыстория Леви и его отношения с другими персонажами спин-оффа, по мнению автора, помогают лучше определить его характер в основном сюжете. Отметив, что персонаж Леви в «Выборе без сожалений» почти не отличается от него же в главной линии, на UK Anime Network сделали вывод, что спин-офф интересен показом развития его отношений с Эрвином и мотивации жить в лучшем мире после жизни в подземном. Там же Леви отнесли одному из лучших протагонистов во всей франшизе, поставив выше Эрена, Микасы и Армина. С другой стороны, другой рецензент счёл предысторию Леви сбивающей с толку, поскольку ему не нужно было видеть его OVA, чтобы лучше понять идею «Атаки на титанов» или взаимоотношения персонажей.